# Yusuf Alli
Yusuf Alli (Lagos, 28 luglio 1960) è un ex lunghista nigeriano.
Ha preso parte a tre edizioni dei Giochi olimpici e vinto una medaglia d'oro ai Giochi del Commonwealth, oltre ad alcune medaglie continentali nel salto in lungo.

## Palmarès
| Anno | Manifestazione          | Sede        | Evento         | Risultato | Prestazione | Note             |
| ---- | ----------------------- | ----------- | -------------- | --------- | ----------- | ---------------- |
| 1980 | Giochi olimpici         | Mosca       | Salto in lungo | 24º (q)   | 7,43 m      |                  |
| 1983 | Universiadi             | Edmonton    | Salto in lungo | Oro       | 8,21 m      |                  |
| 1983 | Mondiali                | Helsinki    | Salto in lungo | 8º        | 7,89 m      |                  |
| 1984 | Giochi olimpici         | Los Angeles | Salto in lungo | 9º        | 7,78 m      |                  |
| 1984 | Campionati africani     | Rabat       | Salto in lungo | Argento   | 7,88 m      |                  |
| 1987 | Giochi panafricani      | Nairobi     | Salto in lungo | Argento   | 8,18 m      |                  |
| 1987 | Mondiali                | Roma        | Salto in lungo | 11º       | 8,00 m      |                  |
| 1988 | Campionati africani     | Annaba      | Salto in lungo | Oro       | 7,78 m      |                  |
| 1988 | Giochi olimpici         | Seul        | Salto in lungo | 15º (q)   | 7,73 m      |                  |
| 1989 | Campionati africani     | Lagos       | Salto in lungo | Oro       | 8,27 m      | Record nazionale |
| 1990 | Giochi del Commonwealth | Auckland    | Salto in lungo | Oro       | 8,39 m      |                  |
| 1991 | Giochi panafricani      | Il Cairo    | Salto in lungo | Argento   | 7,81 m      |                  |